# Brokenshell n.º 68
Brokenshell n.º 68 es un municipio rural canadiense situado en la provincia de Saskatchewan.

## Superficie
Brokenshell n.º 68 tiene una superficie de 845,97 km².

## Demografía
En 2021, tenía 307 habitantes, una densidad poblacional de 0,4 hab./km², y 127 viviendas.